# Valea Lupului (okręg Jassy)
Valea Lupului – wieś w Rumunii, w okręgu Jassy, w gminie Valea Lupului. W 2011 roku liczyła 4982 mieszkańców.